# Сошно
Сошно — ледниковое, ложбинное озеро на севере Смоленской области России в Духовщинском районе, рядом с посёлком Озёрный. В 1977 году на основе озера было создано Смоленское водохранилище. Через реку Шесницу соединяется с бассейном реки Межи. На озере создано рыболовное хозяйство.
Площадь поверхности — 6,86 км². Площадь водосборного бассейна — 57,2 км². Высота над уровнем моря — 185,1 м.